# Zee Cine Award/Beste Choreografie
Der Zee Cine Award Best Choreographer ist eine Kategorie des indischen Filmpreises Zee Cine Award.
Der Zee Cine Award Best Choreographer wird von der Jury gewählt. Der Gewinner wird in der Verleihung bekanntgegeben. Die Verleihung findet jedes Jahr im März statt.
Liste der Gewinner:
| Jahr | Choreograf        | Film – Lied                                 | Deutscher Titel                             |
| ---- | ----------------- | ------------------------------------------- | ------------------------------------------- |
| 1998 | Shiamak Davar     | Dil To Pagal Hai                            | Mein Herz spielt verrückt                   |
| 1999 | kein Preis        |                                             |                                             |
| 2000 | Saroj Khan        | Hum Dil De Chuke Sanam – Nimbooda Nimbooda  | Ich gab Dir mein Herz, Geliebter            |
| 2001 | kein Preis        |                                             |                                             |
| 2002 | kein Preis        |                                             |                                             |
| 2003 | Saroj Khan        | Devdas – Maar Dala                          | Devdas – Flamme unserer Liebe               |
| 2004 | Ganesh Hedge      | Koi Mil Gaya – It’s Magic                   | Sternenkind – Koi Mil Gaya                  |
| 2005 | Raju Sundaram     | Kyun! Ho Gaya Na... – Pyaar Mein Sau Uljane | Und unsere Träume werden wahr               |
| 2006 | Vaibhavi Merchant | Bunty Aur Babli – Kajra Re                  | —                                           |
| 2007 | Ganesh Archarya   | Omkara – Beedi Jalaile                      | —                                           |
| 2008 | Farah Khan        | Om Shanti Om                                | Om Shanti Om                                |
| 2009 | keine Verleihung  |                                             |                                             |
| 2010 | keine Verleihung  |                                             |                                             |
| 2011 | Farah Khan        | Tees Mar Khan – Sheila Ki Jawani            | —                                           |
| 2012 | Pony Verma        | The Dirty Picture – Oh La La La             | —                                           |
| 2013 | Ganesh Acharya    | Agneepath – Chikni Chameli                  | —                                           |
| 2014 | Remo D’Souza      | Yeh Jawani Hai Deewani – Badtameez Dil      | Lass dein Glück nicht ziehen                |
| 2015 |                   |                                             |                                             |
| 2016 | Ganesh Acharya    | Bajirao Mastani                             | Bajirao & Mastani – Eine unsterbliche Liebe |